# Lycianthes
Lycianthes biljni rod iz porodice krumpirovki ili pomoćnica, dio je tribusa Capsiceae. 
Pripada mu reko 150 vrsta iz Novog i Starog svijeta. 

## Vrste
1. Lycianthes acapulcensis (Baill.) D´Arcy
2. Lycianthes aceratia Bitter
3. Lycianthes acidochondra (Bitter) Bitter
4. Lycianthes acutifolia (Ruiz & Pav.) Bitter
5. Lycianthes amatitlanensis (Coult. & Donn.Sm.) Bitter
6. Lycianthes amazonica Costa-Silva & Agra
7. Lycianthes amphidoxys Standl.
8. Lycianthes anomala Bitter
9. Lycianthes apiculata Bitter
10. Lycianthes armentalis J.L.Gentry
11. Lycianthes arrazolensis (Coult.) Bitter
12. Lycianthes bambusarum (Bitter) Bitter
13. Lycianthes banahaensis (Elmer) Bitter
14. Lycianthes barbatula Standl. & Steyerm.
15. Lycianthes baviensis V.V.Hop
16. Lycianthes beckneriana D´Arcy
17. Lycianthes belense (Merr. & L.M.Perry) A.R.Bean
18. Lycianthes biflora (Lour.) Bitter
19. Lycianthes biformifolia (Ruiz & Pav.) Bitter
20. Lycianthes bigeminata (Nees) Bitter
21. Lycianthes bimensis (Miq.) Bitter
22. Lycianthes bitteri Costa-Silva & Agra
23. Lycianthes bitteriana (Symon) A.R.Bean
24. Lycianthes boninensis Bitter
25. Lycianthes brachyanthera Bitter
26. Lycianthes brachyloba (Van Heurck & Müll.Arg.) Bitter
27. Lycianthes breedlovei E.Dean
28. Lycianthes bullata C.I.Orozco, C.A.Vargas & Serralde
29. Lycianthes caeciliae Bitter
30. Lycianthes caucaensis Bitter
31. Lycianthes ceratocalycia (Donn.Sm.) Bitter
32. Lycianthes chiapensis (Brandegee) Standl.
33. Lycianthes chrysothrix Bitter
34. Lycianthes ciliolata (M.Martens & Galeotti) Bitter
35. Lycianthes cladotrichota (Bitter) Bitter
36. Lycianthes coffeifolia Bitter
37. Lycianthes coloradensis E.Dean & H.Kang
38. Lycianthes columbiana Bitter
39. Lycianthes connata J.L.Gentry
40. Lycianthes coriacea Bitter
41. Lycianthes crassipetalum (Wall.) R.R.Mill
42. Lycianthes cuchumatanensis J.L.Gentry
43. Lycianthes cundinamarcae Bitter
44. Lycianthes cutacensis (Kunth) J.F.Macbr.
45. Lycianthes cyathocalyx (Van Heurck & Müll.Arg.) Bitter
46. Lycianthes dejecta (Fernald) Bitter
47. Lycianthes dendriticothrix Bitter
48. Lycianthes dendropilosa (Symon) A.R.Bean
49. Lycianthes densistrigosa (Bitter) Bitter
50. Lycianthes denticulata (Blume) Bitter
51. Lycianthes ecuadorensis Bitter
52. Lycianthes fasciculata (Rusby) Bitter
53. Lycianthes ferruginea Bitter
54. Lycianthes floccosa Bitter
55. Lycianthes fortunensis J.Poore & E.Dean
56. Lycianthes francisci Benítez
57. Lycianthes fredyclaudiae E.Dean
58. Lycianthes fugax (Jacq.) Bitter
59. Lycianthes furcatistellata Bitter
60. Lycianthes geminiflora Bitter
61. Lycianthes glabripetala E.Dean
62. Lycianthes glandulosa (Ruiz & Pav.) Bitter
63. Lycianthes gongylodes J.L.Gentry
64. Lycianthes gorgonea Bitter
65. Lycianthes grandifolia E.Dean
66. Lycianthes heterochondra (Bitter) Bitter
67. Lycianthes heteroclita (Sendtn.) Bitter
68. Lycianthes hintonii E.Dean
69. Lycianthes hortulana Standl. & L.O.Williams
70. Lycianthes howardiana D´Arcy
71. Lycianthes hupehensis (Bitter) C.Y.Wu & S.C.Huang
72. Lycianthes hygrophila Bitter
73. Lycianthes hypochrysea Bitter
74. Lycianthes hypoleuca Standl.
75. Lycianthes impar (Warb.) Bitter
76. Lycianthes inaequilatera (Rusby) Bitter
77. Lycianthes inconspicua Bitter
78. Lycianthes jalicensis E.Dean
79. Lycianthes jelskii (Zahlbr.) Bitter
80. Lycianthes kaernbachii (K.Schum. & Lauterb.) Bitter
81. Lycianthes laevis (Dunal) Bitter
82. Lycianthes lagunensis (Elmer) Bitter
83. Lycianthes leptocaulis (Rusby) Rusby
84. Lycianthes limitanea (Standl.) J.L.Gentry
85. Lycianthes lineata (Ruiz & Pav.) Bitter
86. Lycianthes lucens S.Knapp
87. Lycianthes lycioides (L.) Hassl.
88. Lycianthes lysimachioides (Wall.) Bitter
89. Lycianthes macrodon (Wall. ex Nees) Bitter
90. Lycianthes magdalenae (Dunal) Bitter
91. Lycianthes manantlanensis A.Rodr. & O.Vargas
92. Lycianthes mariovelizii E.Dean
93. Lycianthes marlipoensis C.Y.Wu & S.C.Huang
94. Lycianthes maxonii Standl.
95. Lycianthes medusocalyx (Bitter) Bitter
96. Lycianthes michaelneei E.Dean
97. Lycianthes minutipila Bitter
98. Lycianthes moszkowskii (Bitter) Bitter
99. Lycianthes mozinoana (Dunal) Bitter
100. Lycianthes multiflora Bitter
101. Lycianthes multifolia (Merr. & L.M.Perry) A.R.Bean
102. Lycianthes neesiana (Wall. ex Nees) D´Arcy & Z.Y.Zhang
103. Lycianthes nitida Bitter
104. Lycianthes novogranatensis Moldenke
105. Lycianthes ocellata (Donn.Sm.) C.V.Morton & Standl.
106. Lycianthes oliveriana (K.Schum. & Lauterb.) Bitter
107. Lycianthes orogenes Standl. & Steyerm.
108. Lycianthes parasitica (Blume) Bitter
109. Lycianthes pauciflora (Vahl) Bitter
110. Lycianthes peduncularis (Schltdl.) Bitter
111. Lycianthes peranomala (Wernham ex Ridl.) A.R.Bean
112. Lycianthes pilifera (Benth.) Bitter
113. Lycianthes poeppigii Bitter
114. Lycianthes porteriana D´Arcy
115. Lycianthes pringlei (B.L.Rob. & Greenm.) Bitter
116. Lycianthes profunderugosa Bitter
117. Lycianthes purpusii (Brandegee) Bitter
118. Lycianthes quichensis (Coult. & Donn.Sm.) Bitter
119. Lycianthes radiata (Sendtn.) Bitter
120. Lycianthes rafatorresii E.Dean
121. Lycianthes rantonnetii (Carrière ex Lesc.) Bitter
122. Lycianthes reflexa Rusby
123. Lycianthes repens (Spreng.) Bitter
124. Lycianthes rimbachii Standl.
125. Lycianthes rostellata (Merr. & L.M.Perry) A.R.Bean
126. Lycianthes rzedowskii E.Dean
127. Lycianthes sanctaeclarae (Greenm.) D´Arcy
128. Lycianthes sanctae-marthae Bitter
129. Lycianthes sancti-caroli (H.J.P.Winkl.) Bitter
130. Lycianthes scandens (Mill.) M.Nee
131. Lycianthes shanesii (F.Muell.) A.R.Bean
132. Lycianthes shunningensis C.Y.Wu & S.C.Huang
133. Lycianthes sideroxyloides (Schltdl.) Bitter
134. Lycianthes sodiroi Bitter
135. Lycianthes sprucei (Van Heurck & Müll.Arg.) Bitter
136. Lycianthes starbuckii E.Dean
137. Lycianthes stellata (Jacq.) Bitter
138. Lycianthes stenoloba (Van Heurck & Müll.Arg.) Bitter
139. Lycianthes stephanocalyx (Brandegee) Bitter
140. Lycianthes surotatensis Gentry
141. Lycianthes synanthera (Sendtn.) Bitter
142. Lycianthes talamancensis E.Dean & J.Poore
143. Lycianthes tarapotensis Bitter
144. Lycianthes testacea (O.E.Schulz) S.Knapp
145. Lycianthes textitlaniana E.Dean
146. Lycianthes tibetica Li Bing Zhang & Yi F.Duan
147. Lycianthes tricolor (Moc. & Sessé ex Dunal) Bitter
148. Lycianthes tysoniana D´Arcy
149. Lycianthes urnigera Bitter
150. Lycianthes venturana E.Dean
151. Lycianthes virgata (Lam.) Bitter
152. Lycianthes vitiensis (Seem.) A.R.Bean
153. Lycianthes wollastonii (Wernham) A.R.Bean
154. Lycianthes yunnanensis (Bitter) C.Y.Wu & S.C.Huang